# Myrmarachne mahasoa
Myrmarachne mahasoa là một loài nhện trong họ Salticidae.
Loài này thuộc chi Myrmarachne. Myrmarachne mahasoa được Fred R. Wanless miêu tả năm 1978.